# Milutin Šoškić
Milutin Šoškić (en serbi: Милутин Шошкић; 31 de desembre de 1937) fou un futbolista serbi de la dècada de 1960.
Fou 50 cops internacional amb la selecció iugoslava. Guanyà la medalla d'or als Jocs Olímpics de 1960.
Defensà els colors de FK Partizan i 1. FC Köln.
Va jugar com a titular la final de la Copa d'Europa de 1966, que el Partizan va perdre contra el Reial Madrid per 2 a 1 a l'Estadi Heysel, de Brussel·les, la sisena Copa d'Europa madridista.